# Кёрк, Джемайма
Дже́майма Кёрк (англ. Jemima Kirke; род. 26 апреля 1985) — англо-американская художница и актриса. Наибольшую известность ей принесла роль Джессы Йоханссон в сериале «Девчонки» (2012—2017).

## Ранние годы
Кёрк родилась в Лондоне и выросла в Нью-Йорке, в семье барабанщика Саймона Кёрка и Лоррейн Кёрк (урождённой Деллал), владелицы винтажного бутика Geminola, который поставлял одежду для сериалов «Секс в большом городе» и «Девчонки». У неё есть две сестры — певица Домино Кёрк и актриса Лола Кёрк, а также брат, фотограф Грег Кёрк.
Во время учёбы в «Школе Святой Энн» в Бруклине Кёрк познакомилась и подружилась с ныне режиссёром Линой Данэм. Она получила степень бакалавра искусства в Род-Айлендской школе дизайна.

## Карьера
В 2005 году состоялся дебют Джемаймы как актрисы озвучивания. Она озвучила певицу-близнеца в фильме «Улыбка на камеру».
В 2010 году Джемайма сыграла роль Шарлотты в фильме своей подруги-режиссёра Лины Данэм «Крошечная мебель», за которую получила номинацию на премию «Готэм». Керк снялась в «Крошечной мебели» бесплатно, потому что при производстве денег не хватало. Несмотря на то, что фильм оказался прибыльным, Джемайме не заплатили.
В 2011 году Керк снялась в клипе Rival Schools, группы своего друга, на песню Wring It Out.
С 2012 года Джемайма играет роль Джессы Йоханссон в телесериале «Девчонки», также режиссёрской работе Лины Данэм.
В конце 2011 года состоялась её выставка «Краткая история».
В 2017 году снялась в клипе Зейна Малика «Dusk till Dawn».

## Личная жизнь
С 2009 года Джемайма замужем за адвокатом Майклом Мосбергом, от которого у неё двое детей — дочь Рафаэлла Изриэл Мосберг (род. в октябре 2010) и сын Мемфис Кёрк Мосберг (род. 20 ноября 2012). В январе 2017 года было сообщено, что Кёрк и Мосберг расстались летом прошлом года. С 2017 года состоит в отношениях с музыкантом Алексом Кэмероном.

## Фильмография

### Кино
| Год  | Русское название          | Оригинальное название   | Роль                   | Примечания             |
| ---- | ------------------------- | ----------------------- | ---------------------- | ---------------------- |
| 2005 | Улыбка на камеру          | Smile for the Camera    | певица-близнец (голос) | Короткометражный фильм |
| 2010 | Крошечная мебель          | Tiny Furniture          | Шарлотта               |                        |
| 2015 | Одержимость Авы           | Ava's Possessions       | Айви                   |                        |
| 2017 | Малые часы                | The Little Hours        | Марта                  |                        |
| 2018 | Бунтарка без причины      | Wild Honey Pie!         | Гиллиан Уокер          |                        |
| 2018 | Не вместе                 | Untogether              | Андреа                 |                        |
| 2018 | Все эти маленькие моменты | All These Small Moments | Одесса                 |                        |
| 2020 | Любовь Сильви             | Sylvie's Love           | графиня                |                        |

### Телевидение
| Год       | Русское название     | Оригинальное название      | Роль                          | Примечания                        |
| --------- | -------------------- | -------------------------- | ----------------------------- | --------------------------------- |
| 2012—2017 | Девчонки             | Girls                      | Джесса Йоханссон              | Регулярная роль, 53 эпизода       |
| 2015      | Внутри Эми Шумер     | Inside Amy Schumer         | она сама                      | Эпизод: «Last F... Able Day»      |
| 2015      | Коп с топором        | Axe Cop                    | Водная Королева (озвучивание) | Эпизод: «The Center of the Ocean» |
| 2015      | Симпсоны             | The Simpsons               | подруга Кэндес (озвучивание)  | Эпизод: «Every Man’s Dream»       |
| 2017      | Нью-Йорк мёртв       | New York Is Dead           | К. К.                         | Эпизод: «#1.6»                    |
| 2018      | Маньяк               | Maniac                     | Аделаида                      | Повторяющаяся роль, 5 эпизодов    |
| 2021      | Половое воспитание   | Sex Education              | Хоуп                          |                                   |
| 2022      | Разговоры с друзьями | Conversations with Friends | Мелисса                       |                                   |